# Kowary (komputer)

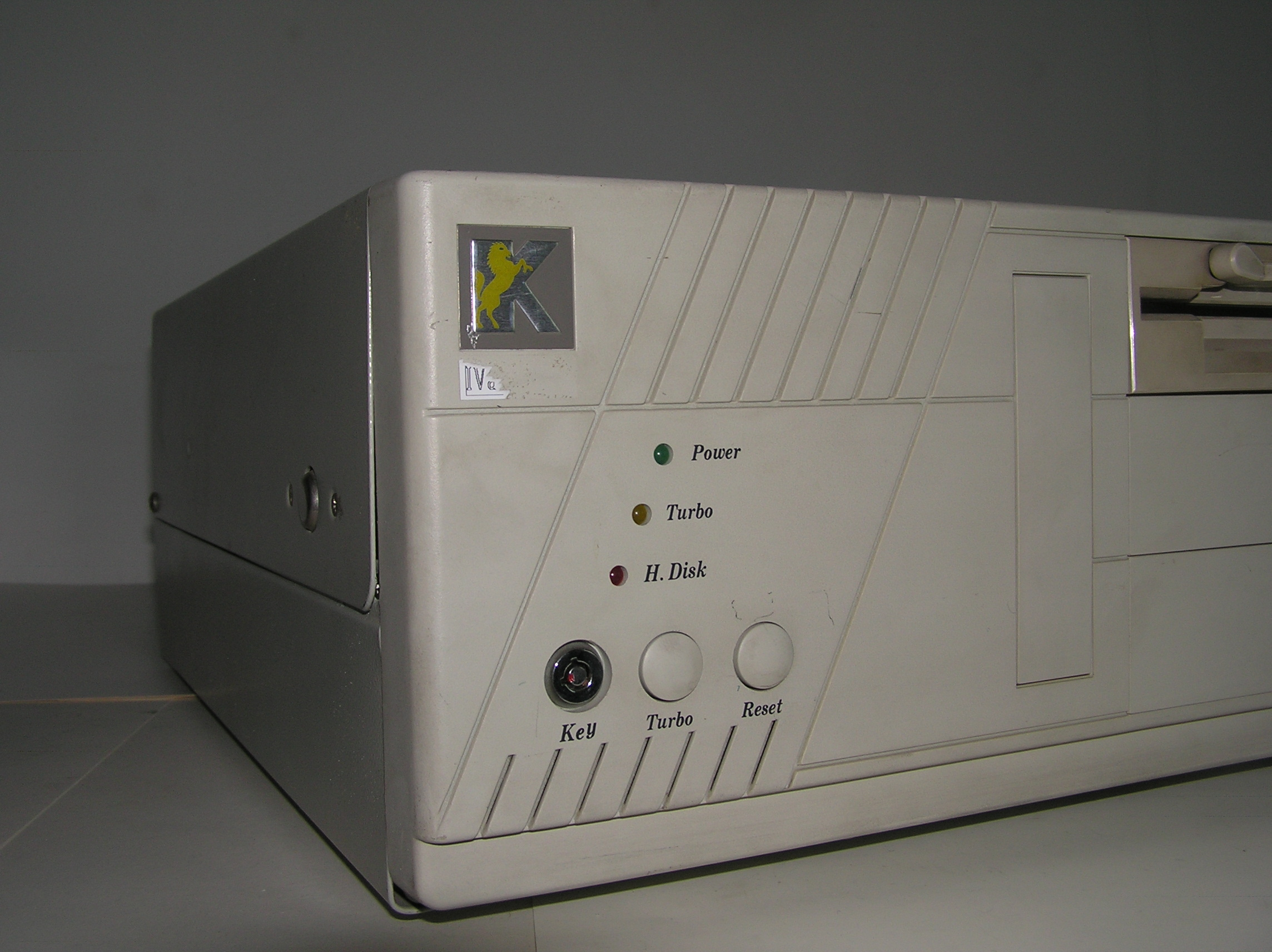
Komputer Kowary XT

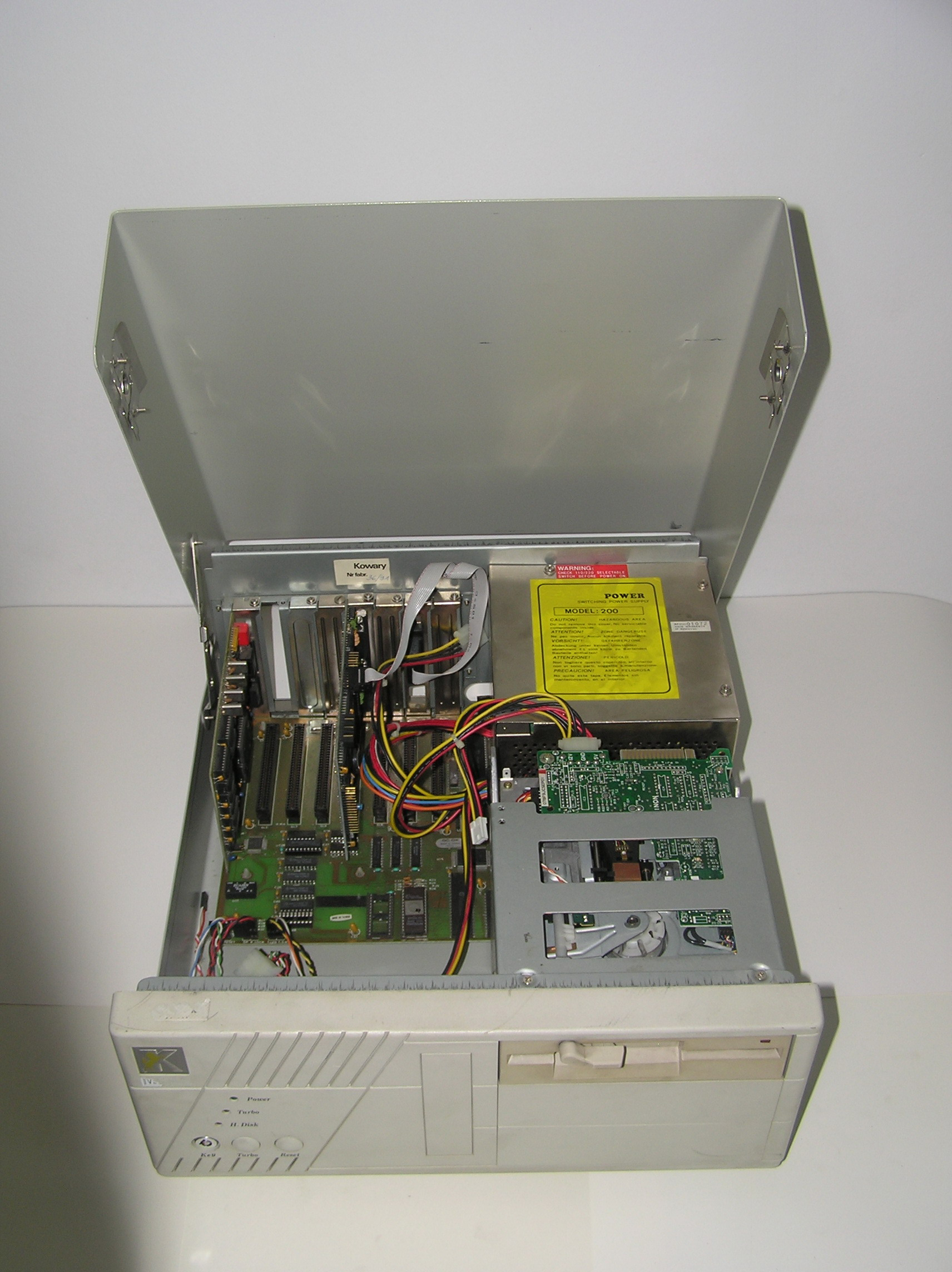
Komputer Kowary XT

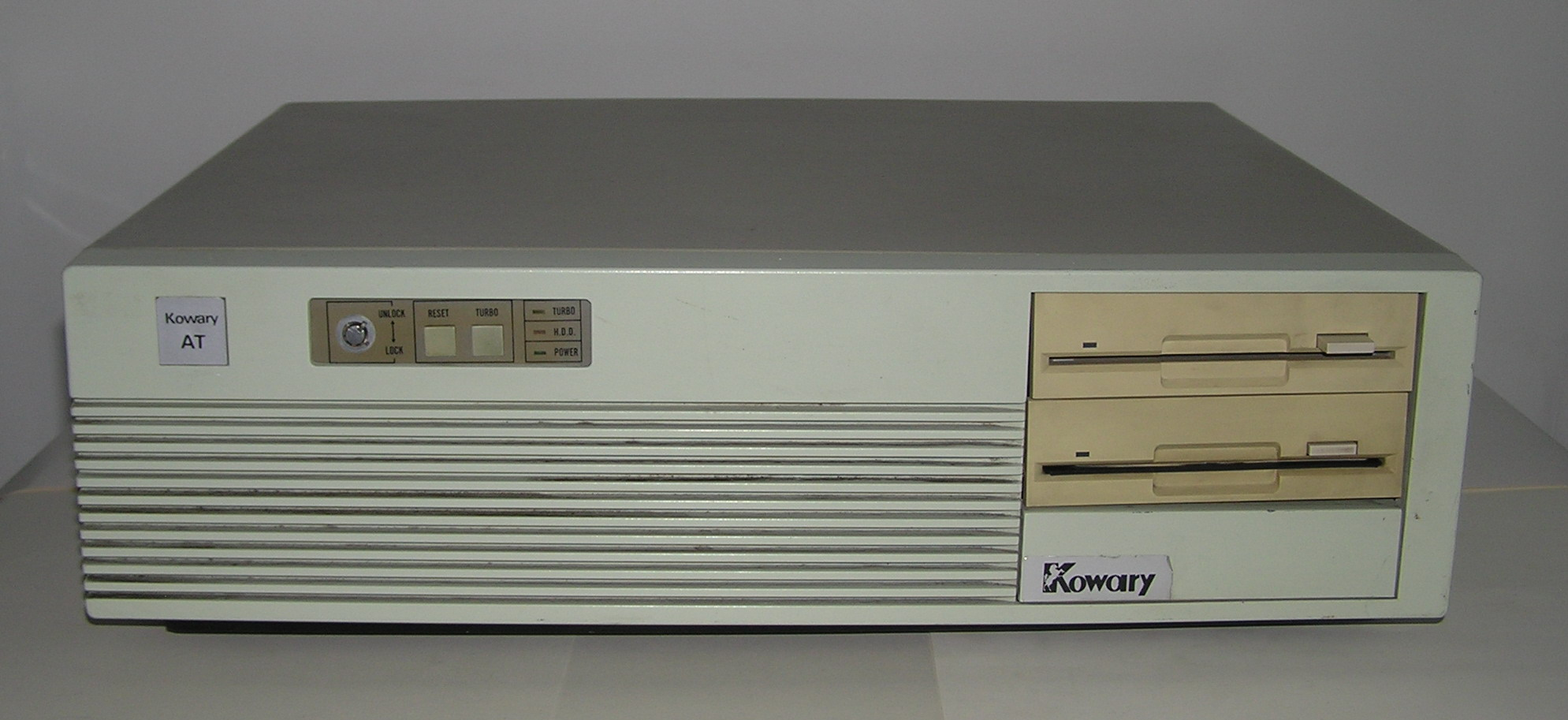
Komputer Kowary AT

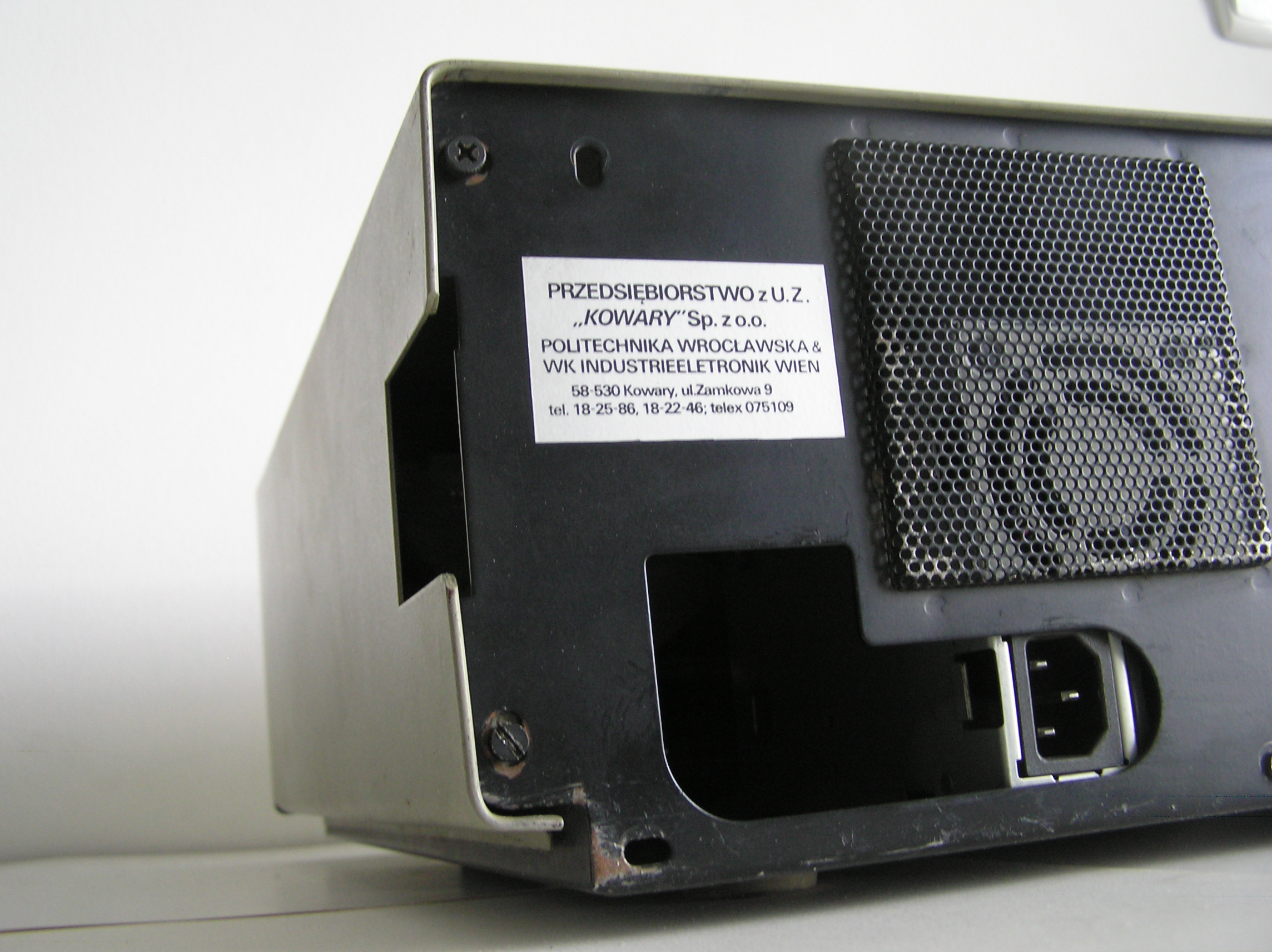
Komputer Kowary AT

Kowary – komputer klasy PC, produkowany na przełomie lat 80. i 90. przez spółkę Kowary na potrzeby Politechniki Wrocławskiej.
Spółkę Kowary założyła Politechnika Wrocławska. Działalność tej spółki polegała na wyrobie palet w wydzierżawionym tartaku i ich eksporcie. Za uzyskane dewizy kupowano części, na bazie których produkowano komputery, które były znacznie tańsze niż kupowane w oficjalnym handlu. Komputery te przeznaczone były na potrzeby Politechniki Wrocławskiej.
Była to więc małoseryjna (czasem wręcz jednostkowa) produkcja (w zasadzie oparta na składaniu z importowanych podzespołów). Komputery Kowary wytwarzane były w zależności od potrzeb i przeznaczenia w różnych konfiguracjach sprzętowych. Nie było więc określonych modeli, lecz różne systemy kompatybilne z PC (począwszy od klasy XT, przez AT, aż po 386).
Na obudowie komputerów Kowary umieszczano charakterystyczne logo: literę K z wtapianym symbolem konia, z herbu miasta Kowary.